# Maxie Renner
Maxie Renner (* 20. Januar 1985 in Rüdersdorf) ist eine deutsche Sängerin.

## Leben
Maxie Renner wuchs als Tochter der Entertainerin Dagmar Frederic am Rande Berlins auf. 1988 trat sie erstmals mit ihr gemeinsam im DDR-Fernsehen auf. 1990 folgten weitere TV-Auftritte, auch im Duett mit Roberto Blanco und Heinz Schenk.
Mit Hans Clarin nahm sie 1994 den Song Das Mädchen und der Clown auf, der auf 4 Millionen Tonträgern veröffentlicht wurde und vordere Plätze in den Hitparaden belegte. Beide traten damit beim Grand Prix der Volksmusik auf.
Nach weiteren Auftritten mit ihrer Mutter moderierte sie 2001 u. a. einen Langen Samstag im MDR-Fernsehen. Sie nahm Gesangsunterricht bei Anke Lautenbach und Ricarda Ulm.
2002 wurde Maxie Renner schauspielerisch besetzt im Stück Ghetto am Landestheater Sachsen-Anhalt in Stendal. Auch auf Gastspielreisen spielte sie die Rolle der Chaja, die überwiegend jiddisch singt.
Nach dem Abschluss der Fachoberschule für Wirtschaft, ließ sich Renner zunächst zur Werbekauffrau ausbilden. 2006 stand sie wieder im Tonstudio und nahm neue Lieder auf. Mit Dagmar Frederic sang sie 2008 in der NDR-Show Aktuelle Schaubude den Titel Geh.

## Diskografie (Auswahl)
- 1991  Meine kleine, große Welt (Meiselmusik)
- 2006  Urlaub auf dem Meeresgrund (Haiko Musik)
- 2007  Geh (PEWI-Records)